# Tranvia Trento-Malé
La tranvia Trento-Malé era una tranvia elettrica extraurbana a scartamento metrico che collegava il capoluogo trentino alla val di Non e alla val di Sole.
Soprannominata "vaca nonesa" per via della sua lentezza e per il suono emesso dalla tromba ad aria, simile ad un muggito, fu inaugurata nel 1909 ed armata a scartamento metrico. La tranvia subì diversi passaggi di gestione in conseguenza delle vicende che caratterizzarono la storia di tale territorio, fino alla conversione in ferrovia e alla conseguente chiusura dell'originario tracciato, avvenuta nel 1956.

## Storia

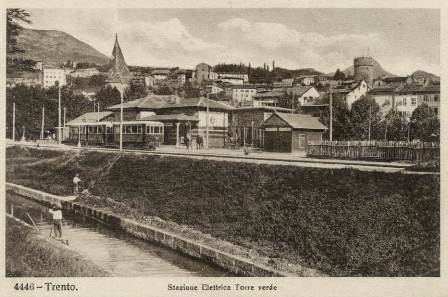
La stazione di Torre Verde in una delle tante cartoline che la effigiavano

Paolo Oss Mazzurana, importante politico di fine Ottocento e sindaco di Trento, in una storica seduta il 17 ottobre 1891 illustrò al consiglio comunale, che approvò all'unanimità, il progetto per una serie di ferrovie economiche a trazione elettrica. Il 30 gennaio 1892 il Ministero del Commercio concesse l'autorizzazione ad attuare gli studi preliminari per realizzare alcune ferrovie laterali alla linea del Brennero, allo scopo di collegare rapidamente il capoluogo con le vallate trentine (Val di Non, Val di Sole, Val di Fiemme). Fra di esse era prevista una linea a scartamento metrico costituita dalle due tratte Trento-San Michele e San Michele-Malé, per una lunghezza di quasi 59 km.
La Dieta tirolese non si dimostrò tuttavia particolarmente favorevole alla nuova infrastruttura, che poteva diminuire l'influenza di Bolzano e del Tirolo tedesco sull'Anaunia; anche per tale motivo si avviò un periodo di confronti che vide diverse proposte di modifica al progetto e la contrapposizione rispetto ai fautori delle diverse infrastrutture da realizzarsi. L'atto di concessione della tranvia fu firmato dall'imperatore Francesco Giuseppe il 19 dicembre 1905 a favore del Comune di Trento, il quale assegnò l'esercizio della Trento-San Michele all'Adige alla Südbahn, che già eserciva la ferrovia del Brennero e cui era altresì affidata la concessione della relativa diramazione Mezzocorona-Mezzolombardo autorizzata con medesimo decreto imperiale.
L'aumento dei costi preventivati per l'infrastruttura indusse ulteriori polemiche e comportò la costituzione, il 5 settembre 1906 della società per azioni Ferrovia Locale Trento-Malé (FLTM), il cui capitale era di proprietà del comune capoluogo e da quelli delle valli trentine che sarebbero state interessate dai lavori. Frattanto, il 5 agosto 1906, venne inaugurata la diramazione a scartamento ordinario fra la stazione di Mezzocorona e Mezzolombardo denominata localmente "la retta".

### Dalla costruzione alla prima guerra mondiale

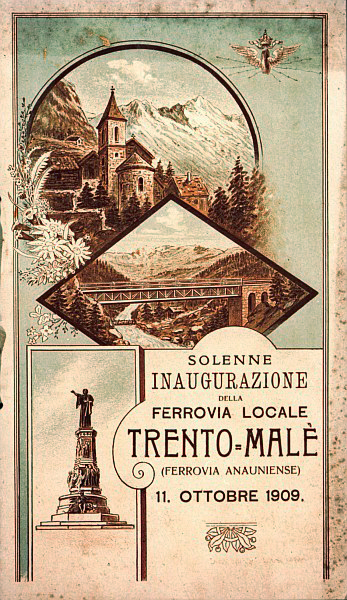
Locandina dell'inaugurazione

I lavori di costruzione della tranvia furono avviati il 1º aprile 1907 e il 15 luglio 1909 le prime elettromotrici effettuarono un viaggio di prova fra Mezzolombardo e Trento, mentre il primo treno con passeggeri a bordo, destinato agli azionisti, circolò sull'intero tragitto Trento-Malé il 13 settembre dello stesso anno, con avvio del servizio il successivo 7 ottobre.
L'esercizio del servizio passeggeri e merci fu affidato dalla società concessionaria alle Imperial Regie Ferrovie Austriache dello Stato (KKStB) che nel 1913 registrò 838.000 viaggiatori e 47.920 tonnellate di merci trasportate.
Lo scoppio della prima guerra mondiale comportò determinanti conseguenze per la linea, sulla quale iniziarono a circolare treni militari alcuni dei quali con trazione a vapore di cui una proveniente da Innsbruck per poter raggiungere più facilmente il fronte attestato al passo del Tonale. Venne anche ampliata la flotta a due unità per il trasporto passeggeri e altre due adibite al trasporto merci. Nel gennaio 1918 entrò inoltre in funzione un prolungamento provvisorio per l'approvvigionamento del fronte fino a Fucine di Ossana, realizzato con scartamento da 700 mm: tale tratta, che anticipava di circa un secolo quanto poi cantierizzato negli anni duemiladieci, rimase in funzione fino al 30 ottobre del medesimo anno.

### L'esercizio di Stato e la nuova guerra

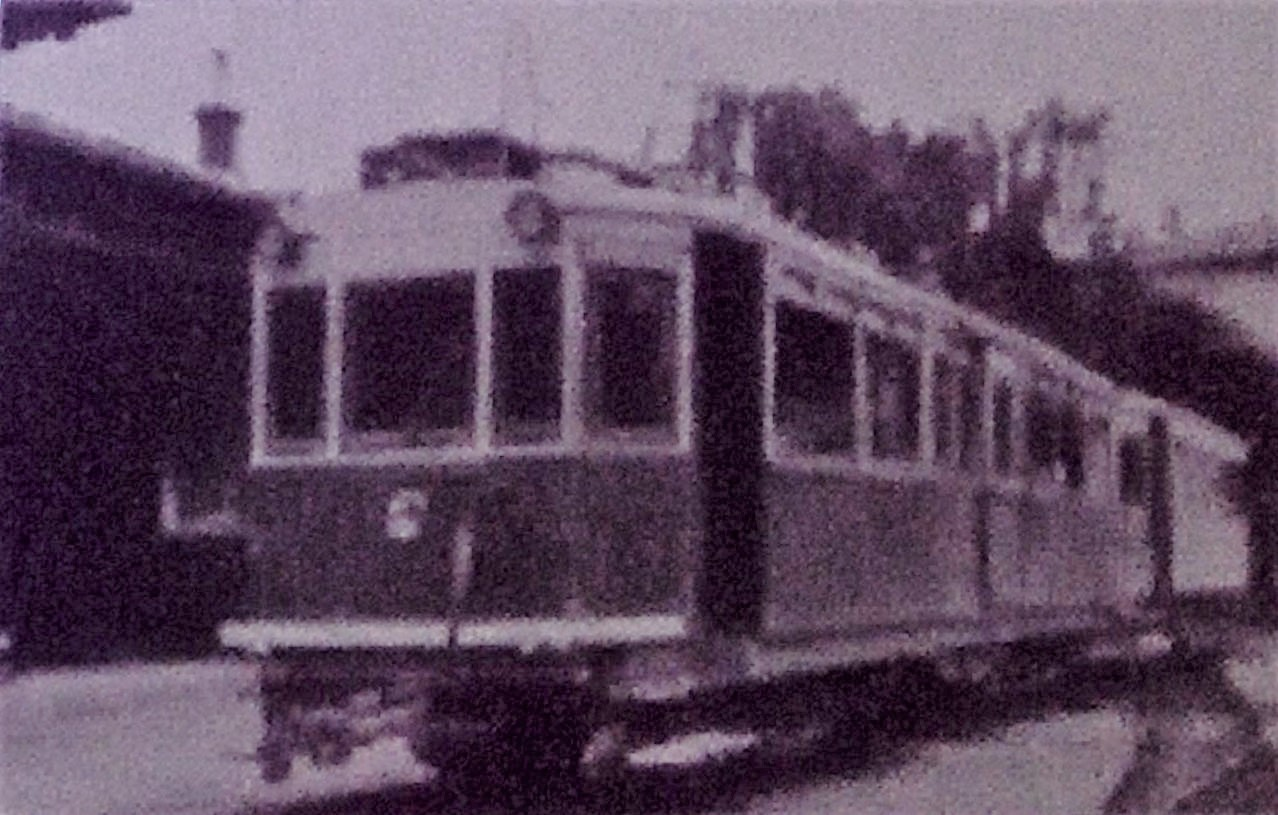
Convoglio in partenza per Malé dalla Torre Verde di Trento

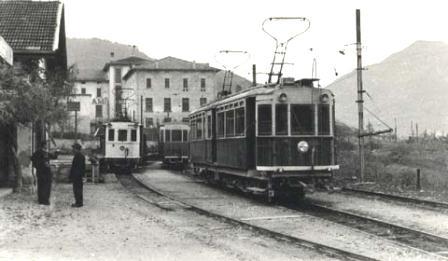
Cles, stazione tranviaria

Con il passaggio del Trentino all'Italia, l'esercizio tranviario passò alle Ferrovie dello Stato le quali, il 14 giugno 1936, affidarono la concessione della linea alla Società Anonima Trasporti Pubblici (SATP) guidata dall'ingegnere elvetico Giacomo Sutter, molto attivo nel settore ferroviario.
Frattanto, nel 1934, era stata chiusa la ferrovia locale dell'Alta Anaunia che proprio a Dermulo era raccordata alla Trento-Malé. Anche la situazione finanziaria di quest'ultima rimase critica, anche a causa della brevità del periodo di concessione. Scoppiata la seconda guerra mondiale la tranvia passò sotto la gestione del comando militare tedesco delle Prealpi e gli impianti di Trento vennero pesantemente compromessi dal bombardamento del 13 maggio 1944. A partire dal 25 settembre 1945 la gestione tornò direttamente alla FLTM, la quale il 1º giugno del 1947 assunse altresì l'esercizio dell'autoservizio sostitutivo Dermulo-Fondo-Mendola e mutando la ragione sociale, nel 1948, in Ferrovia Elettrica Trento-Malé Spa (FETM).

### Da tranvia a ferrovia

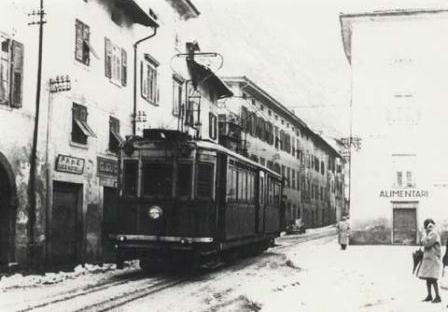
Passaggio fra le case a Mezzolombardo

Con decreto del Consiglio Superiore dei lavori Pubblici n. 3415 del 22 dicembre 1948 venne approvato un progetto di parziale ricostruzione degli impianti, con trasformazione della linea in ferrovia, accorciando il tracciato di quattro chilometri e mantenendo lo scartamento metrico. Nel 1951 con legge n. 294 furono stanziati circa 2,3 miliardi di Lire. I lavori furono avviati due anni dopo, il 7 aprile 1953, a cura dell'Astaldi.
Dopo un periodo di sospensione causata dalla mancanza di fondi e dalla rivisitazione del progetto, trasformato in una ricostruzione integrale e approvato definitivamente il 5 settembre 1955, nel 1956 i cantieri furono riaperti e quattro anni dopo, il 29 maggio 1960 fu aperto all'esercizio il tratto tra la stazione tranviaria di Trento Torre Verde e Cles. Contestualmente fu soppressa l'intera linea tranviaria: per il servizio sulla nuova linea furono impiegati i vecchi rotabili tranviari, mentre quello sul tronco Cles – Malé fu provvisoriamente sostituito da un'autolinea. Il 24 giugno 1961 fu aperto il tratto ferroviario collegante queste due località e altri lavori di ammodernamento furono eseguiti nel 2003.
Nel 1964 fu completato il fabbricato della stazione di Trento Porta Centa la quale sostituì il vecchio capolinea tranviario, per cui si decise di inaugurare solennemente la linea il 13 dicembre. Nello stesso periodo entrarono in funzione le nuove elettromotrici delle Officine Meccaniche della Stanga e l'alimentazione fu innalzata a 3000 volt, come quella applicata sulla rete statale delle FS ponendo definitivamente fine alle vestigia della storica tranvia.

## Caratteristiche
| Unknown route-map component "uexKBHFa" |

| Unknown route-map component "uexBHF" |

| Unknown route-map component "uexHST" |

| Unknown route-map component "uexHST" |

| Unknown route-map component "uexBHF" |

| Unknown route-map component "uexHST" |

| Unknown route-map component "uexHST" |

| Unknown route-map component "uexHST" |

| Unknown route-map component "uexWBRÜCKE1" |

| Unknown route-map component "uexBHF" |

| Unknown route-map component "uexHST" |

| Unknown route-map component "uexBHF" |

| Unknown route-map component "uexHST" |

| Unknown route-map component "uexHST" |

| Unknown route-map component "uexhKRZWae" |

| Unknown route-map component "uexBHF" |

| Unknown route-map component "uexHST" |

| Unknown route-map component "CONTgq" | Unknown route-map component "uxmKRZ" | Unknown route-map component "CONTfq" |

| Unknown route-map component "uexBHF" |

|  | Unused straight waterway + Unknown route-map component "exSTR+l" | Unknown route-map component "exCONTfq" |

| Unknown route-map component "exBHF" |

| Unknown route-map component "exWBRÜCKE1" |

| Unknown route-map component "exmBHFe" |

| Unknown route-map component "uexBHF" |

| Unknown route-map component "uexHST" |

| Unknown route-map component "uexWBRÜCKE1" |

| Unknown route-map component "uexBHF" |

| Unknown route-map component "uexHST" |

| Unknown route-map component "uexBHF" |

| Unknown route-map component "uexHST" |

| Unknown route-map component "uexBHF" |

| Unknown route-map component "uexBHF" |

| Unknown route-map component "uexHST" |

| Unknown route-map component "uexBHF" |

| Unknown route-map component "uexBHF" |

| Unknown route-map component "uexCONTgq" | Unknown route-map component "uexABZgr" |  |

| Unknown route-map component "uexWBRÜCKE1" |

| Unknown route-map component "uexBHF" |

| Unknown route-map component "uexBHF" |

| Unknown route-map component "uexBHF" |

| Unknown route-map component "uexHST" |

| Unknown route-map component "uexWBRÜCKE1" |

| Unknown route-map component "uexBHF" |

| Unknown route-map component "uexHST" |

| Unknown route-map component "uexHST" |

| Unknown route-map component "uexHST" |

| Unknown route-map component "uexBHF" |

| Unknown route-map component "uexBHF" |

| Unknown route-map component "uexBHF" |

| Unknown route-map component "uexHST" |

| Unknown route-map component "uexKBHFe" |

La Localbahn, com'era chiamato questo tipo di linea ai tempi dell'impero asburgico, era realizzata a scartamento metrico ed elettrificata a 800 volt in corrente continua.
Il tracciato misurava complessivamente 59,463 chilometri di cui 43 in sede promiscua, 18 dei quali protetti da marciatram, e 17 in sede propria. Negli attraversamenti dei centri abitati, i raggi di curvatura erano spesso inferiori a 100 metri.
Nei tratti in sede propria erano utilizzate rotaie di tipo Vignoles da 21,8 kg/m mentre per quelli in sede stradale erano messe in opera le classiche Phoenix da 35 kg/m.
La linea aerea, del tipo a catenaria con sezione da 2x70 mm², era sospesa tramite pali o ancorata tramite tiranti agli edifici al lato delle strade attraversate; l'alimentazione primaria avveniva tramite una linea trifase a 20 kV che alimentava le sottostazioni elettriche di Pressana, Sebino e Mostizzolo, le quali provvedevano a raddrizzare la corrente mediante gruppi convertitori motore-dinamo con batteria tampone. L'intero sistema era stato fornito dalla Siemens-Schuckert Werke.
La gestione della circolazione avveniva mediante scambio di fonogrammi alle stazioni.

### Percorso
Da Trento, la linea tranviaria iniziava presso la stazione di Trento Torre Verde, ubicata presso la via omonima e piazza Silvio Pellico alla quota si 194 metri s.l.m. Il tracciato percorreva quindi le vie Manzoni e Vannetti, presso la quale si trovava la stazione di Trento Scalo, dotata di rimessa ed officina. Il binario proseguiva quindi sulla strada statale 12 in direzione di Bolzano e, uscendo dalla città, giungeva a Gardolo, a Lavis e a Pressano dove era situata la prima sottostazione elettrica, in seguito riutilizzata per l'alimentazione della ferrovia.
Poco prima di San Michele all'Adige, la tranvia superava l'Adige grazie ad un ponte in sede propria. Poco prima di Grumo, inoltre, attraversava a raso e su sede stradale la ferrovia del Brennero. Nei pressi della stazione di Mezzocorona era posta una stazione del tram. Il binario della tranvia entrava quindi nel centro di Mezzocorona e successivamente proseguiva per Mezzolombardo, attraversando il Noce sopra un ponte. Il tratto tra la periferia di Mezzocorona e la stazione tranviaria di Mezzolombardo era in comune con la Feratela, raccordo ferroviario che collegava l'ultimo impianto con la stazione di Mezzocorona della linea del Brennero. Il tracciato in comune fra questa ferrovia e la linea tranviaria era a doppio scartamento a tre rotaie.

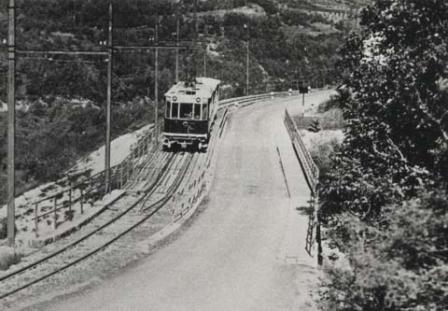
Il binario lungo la sede stradale

Con un percorso su sede stradale, la tranvia passava Ceramica, Sabino, dove era situata la seconda sottostazione elettrica, e Mollaro, portandosi in quota e salendo ancora per giungere a Taio e Dermulo. Presso questa stazione si diramava la linea tranviaria per Fondo e il passo della Mendola, esercita dalla Ferrovia Elettrica dell'Alta Anaunia (FEAA).
Prima di arrivare a Santa Giustina, il tracciato attraversava nuovamente il Noce sopra un ponte riservato, rinforzato in modo tale da poter permettere il passaggio del tram. Dopo il ponte, il percorso tornava su sede stradale e iniziava la salita verso Cles. Successivamente, scendendo e salendo di quota, proseguiva verso la località Mostizzolo, nel territorio di Cis, dove si trovava un altro ponte sopra il Noce, anch'esso su sede riservata, e dove era posta la terza ed ultima sottostazione elettrica.
Dopo la stazione di Mostizzolo, la tranvia proseguiva la sua corsa in sede propria, a fianco della strada statale 42, fino a Malé, alla quota di 763,3 metri sul mare.

## Materiale rotabile

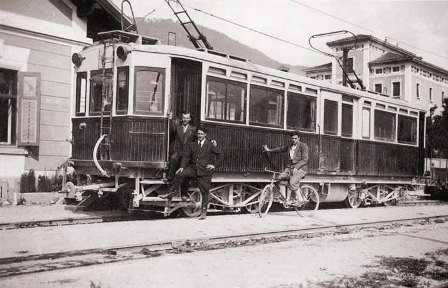
Elettromotrice KKStB

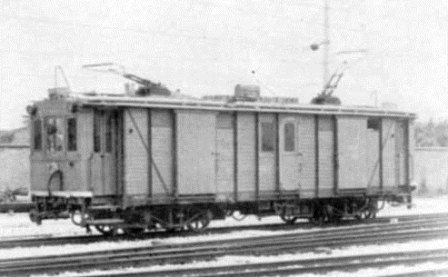
Elettromotrice-bagagliaio KKStB

Per l'esercizio della linea la FTM acquistò un parco di 12 elettromotrici e 16 carrozze passeggeri a comporre treni che talora vedevano in composizione uno dei 3 carri postali; il traffico merci si avvaleva inoltre di 2 locomotive e 73 carri, di cui 30 coperti.
Le elettromotrici, a carrelli, erano classificate 41/s 001-012 e avevano allestimento di prima e terza classe; le locomotive, denominate anche "furgoni-bagagliaio", avevano caratteristiche analoghe e, classificate 42/s 001-002, disponevano di un rapporto di trasmissione più corto; per entrambi i gruppi di rotabili le prese di corrente erano del tipo a racchetta. Le carrozze erano anch'esse divise in due gruppi: alle prime 12 unità a due assi di prima e terza classe classificate AC/s 21-32 si aggiunsero nel 1913 le quattro vetture di sola terza classe C/s 33-36. L'originaria vettura AC/s 27 (poi FS C 326), restaurata, è esposta presso la sede di Trentino Trasporti.
Nonostante l'impianto fosse stato dall'origine concepito per la trazione elettrica, diverse locomotive a vapore vennero utilizzate dalla KKStB e dalle FS come rinforzo e per coadiuvare il materiale d'origine. Un primo gruppo di locomotive fu acquisito di seconda mano nel 1915: si trattava di locomotive tranviarie cabinate a tre assi costruite dalla SLM fra il 1889 e il 1891, acquistate dalle Tranvie di Ginevra e numerate 6 - Mont Sion, 7 - Rhon e 14 - Savoie. Tali unità furono accantonate nel 1925. Seguirono, nel 1916, tre locotender anch'esse di costruzione SLM acquistate dalla Ferrovia del Brünig, classificate 104-106. L'accantonamento dell'ultima di tali unità risale al 1943. Dalla documentazione pervenuta risulta inoltre la presenza di due ulteriori locomotive, numerate rispettivamente 1 e 3, quest'ultima costruita nel 1901 dall'officina Krauss di Linz e proveniente dalla ferrovia Innsbruck-Igls.

### Materiale di trazione e viaggiatori - prospetto di sintesi
| Classificazione KKStB | Classificazione FS | Classificazione SATP-FETM | Tipo                  | Entrata in servizio | Note                                                       |
| --------------------- | ------------------ | ------------------------- | --------------------- | ------------------- | ---------------------------------------------------------- |
| 6, 7, 14              |                    |                           | Locomotive a vapore   | 1915                | Ex Tranvie di Ginevra                                      |
| 104÷106               |                    |                           | Locomotive a vapore   | 1916                | Ex Ferrovia del Brünig                                     |
| 1                     |                    |                           | Locomotiva a vapore   |                     |                                                            |
| 3                     |                    |                           | Locomotiva a vapore   |                     | Ex ferrovia Innsbruck-Igls                                 |
| 41/s 001÷012          | 011-022            | ECDz 001÷012              | Elettromotrici        | 1909-1910           |                                                            |
| 42/s 001÷001          | 01÷001             | EDVz 01÷001               | Locomotive-bagagliaio | 1910                |                                                            |
| AC/s 21÷32            | C 320÷331          | C 320÷331                 | Carrozze              | 1909                | Di prima e terza classe; AC/s 27 conservata a fini museali |
| AC/s 33÷36            | C 332÷335          | C 332÷335                 | Carrozze              | 1913                | Di sola terza classe                                       |
| F/s 51÷53             | U 920÷922          |                           | Vagoni postali        | 1909                |                                                            |

## Galleria d'immagini

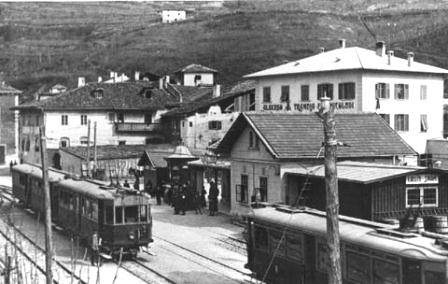
Lavis, stazione nel 1915
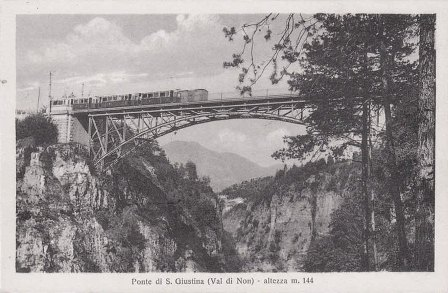
Ponte di Santa Giustina
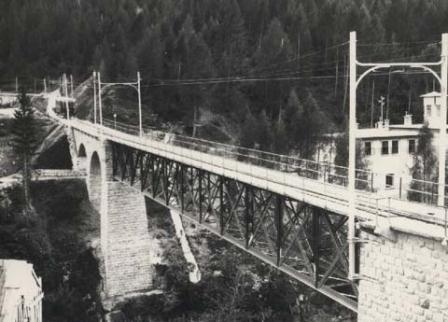
Viadotto sul Noce presso Mostizzolo nel 1915
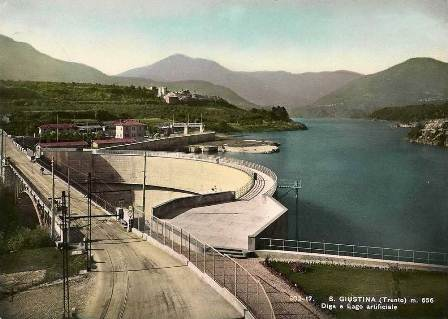
Santa Giustina: la nuova diga
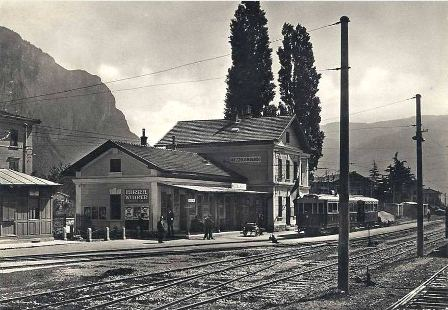
Mezzolombardo, stazione